# Cormus domestica
Il sorbo domestico (Cormus domestica (L.) Spach, 1834, o Sorbus domestica) è un albero da frutto della famiglia delle Rosacee. È l'unica specie nota del genere Cormus.
I frutti vengono chiamati comunemente sorbe o sòrbole.
Si ricorda l'antico proverbio «Con il tempo e con la paglia maturano le sorbe» (ci vuole pazienza, occorre aspettare per vedere i risultati) che si riferisce alle sorbe domestiche, già coltivate in Europa da molto tempo.
Di questa specie esistono due varietà: una con frutti piriformi, più allungati (simili a piccole pere), e l'altra con frutti maliformi, più rotondi (simili a piccole mele).

## Descrizione
L'albero è caducifoglio e latifoglie e può arrivare ad un'altezza 10-12 metri. Il legno è duro e compatto, si usava per oggetti e utensili che devono avere una certa resistenza. Il sorbo è un albero longevo e può diventare pluricentenario, ma ha una crescita lenta.
Le foglie sono bipennate.
In aprile sbocciano dei fiori ermafroditi, bianchi e con cinque petali. 
I frutti sono dei pomi e si raccolgono ad ottobre-novembre, ma non sono consumate fresche alla raccolta, si consumano man mano durante l'inverno, dopo un processo di trasformazione dei tannini. Durante il processo di ammezzimento sono messi tipicamente nella paglia e si ha una riduzione dei tannini e un aumento degli zuccheri nella polpa, come per il nespolo europeo. 

## Distribuzione e habitat
Vive sempre sporadico su substrati calcarei di diversa natura, da sciolti e grossolani fino ad argillosi, e si associa molto bene con cerro e olmo campestre in suoli argilloso-compatti, pur non sopportando ristagni. Il suo optimum, però, si trova nei querceti a roverella, dal livello del mare sino a 800 m di quota.

## Usi
I frutti, chiamati sorbe o sòrbole, venivano in passato usati a scopo alimentare, ma oggi non vengono quasi più consumati. Poiché le sorbe maturano nell'autunno avanzato, con concreto rischio di danneggiamento dei pomi per l'esposizione alle intemperie e la caduta, si preferisce, come per le nespole, coglierle in anticipo e farle maturare, o ammezzire in luogo chiuso; i pomi diventano scuri, morbidi e saporiti per una trasformazione enzimatica. Il frutto maturo ha un contenuto di zuccheri di circa il 20%, e viene consumato al naturale o utilizzato per la preparazione di confetture. Controindicato per chi soffre di stipsi.
I frutti del sorbo domestico erano più diffusi nei secoli passati; negli ultimi decenni il consumo e la diffusione dei frutti sono andati via via in diminuzione. Oggi sono considerati come rarità e vengono catalogati nei frutti dimenticati o frutti minori.

## Coltivazione
Il sorbo è una pianta molto resistente al freddo, inoltre la fioritura tardiva è successiva alle ultime gelate. Il sorbo è un albero rustico e che resiste a diversi parassiti. Si adatta a diversi terreni e vuole esposizione al sole.

## Composizione nutrizionale
Il sorbitolo, uno degli zuccheri presenti nel frutto, ha importanti caratteristiche nutrizionali (esempio per i diabetici), è utilizzato nell'industria alimentare o è trasformato per ottenere altre sostanze utili per l'industria.
Le sorbole sono ricche di vitamina C e hanno sapore acidulo per il rilevante contenuto di acido malico. A maturazione il contenuto di zuccheri raggiunge il 20%.